# Kazalište Abbey
Kazalište Abbey (irski: Amharclann na Mainistreach), isto znano i kao "'Nacionalno irsko kazalište"' (irski: Amharclann Náisiúnta na hÉIreann) je kazalište koje se nalazi u Dublinu. Abbey je prvi put otvorio vrata narodu 27. prosinca 1904. Unatoč gubitku originalne zgrade zbog požara 1951., ostalo je aktivno do danas.
U njemu se među ostalima djelovali: William Butler Yeats, Augusta, Lady Gregory, Sean O'Casey i John Millington Synge. Danas je i važna turistička znamenitost Dublina.

## Vanjske poveznice
- www.abbeytheatre.ie Službena stranica